# Antoine Jaquier
Pour les articles homonymes, voir Jaquier.
 (août 2025).
Si vous disposez d'ouvrages ou d'articles de référence ou si vous connaissez des sites web de qualité traitant du thème abordé ici, merci de compléter l'article en donnant les références utiles à sa vérifiabilité et en les liant à la section « Notes et références ».
Antoine Jaquier, né en 1970 à Nyon, est un écrivain suisse.

## Biographie
Antoine Jaquier naît en 1970 à Nyon, dans le canton de Vaud, en Suisse.
Fils d'un agent commercial et d'une secrétaire de direction, il fait sa scolarité ainsi qu'une première formation de dessinateur en horlogerie dans la vallée de Joux. Ses grands-parents paternels sont enseignants et ses grands-parents maternels horlogers.
Sa sœur, de deux ans son aînée, contracte le virus du sida dans les années 1980 alors qu'elle n'a pas encore vingt ans et décède quelques années plus tard. Il décide alors de changer de carrière et travaille pour les plus démunis au sein d'une fondation à Lausanne. Il obtient ensuite son diplôme de spécialiste en addictions de l'université de Montréal, celui de travailleur social à la Haute école supérieure d'études sociales et pédagogiques de Lausanne et un diplôme de spécialiste en management social et culturel.
Avec son premier roman Ils sont tous morts, il remporte le prix Édouard Rod en 2014. Ce livre, qui raconte la descente aux enfers d(un groupe de jeunes à la campagne, en raison d'une consommation excessive de drogues, est un bestseller suisse. Il s'est vendu à plusieurs milliers d'exemplaires.
En 2014 et 2015, Antoine Jaquier suit deux ateliers d’écriture de la NRF animés par Philippe Djian, avec qui il se lie d’amitié. Invité dans l’émission À voix nue de France Culture, Djian cite Jaquier lorsqu’on lui demande de nommer un écrivain sortant du lot parmi la centaine de participants qu’il a pu rencontrer au fil de ses ateliers.
Avec les chiens, paru en 2015 aux éditions de L'Âge d'Homme, est salué par la critique. Le livre traite de la pulsion de vengeance d'un père à la sortie de prison de l'assassin de son fils. Ce roman noir remporte le prix des lecteurs de la Ville de Lausanne en 2016. En 2017, il publie son troisième roman, Légère et court-vêtue, pour lequel il avait obtenu la Bourse vaudoise d'aide à l'écriture en 2015. Le roman paraît au printemps 2017 aux Éditions de La Grande Ourse. La Grande Ourse ayant cessé ses activités début 2018, une deuxième édition du livre paraît à L’Âge d’Homme.
En mars 2022, les éditions Au Diable Vauvert rachètent les droits sur l'ensemble des romans de l'auteur. Ils sont tous morts est republié dans la collection « Poches du Diable ». En 2023, Tous les arbres au-dessous, roman post-apocalyptique, est publié aux éditions Au Diable Vauvert.

## Œuvres

### Romans
- Ils sont tous morts, éditions L’Âge d’Homme, 2013[2].
- Avec les chiens, éditions L’Âge d’Homme, 2015[3].
- Légère et court-vêtue, éditions de La Grande Ourse, 2017 ; éditions de l’Âge d’Homme, 2018[4],[5].
- Simili Love, éditions Au Diable Vauvert, 2019[6].
- Tous les arbres au-dessous, éditions Au Diable Vauvert, 2023.

### Nouvelles
- Tournée générale, La Cinquième saison, 2018.
- La COP 53, Libération, 2019.
- Propre, peu chère et infinie, Dis moi dix mots pour la planète, Ministère français de la Culture, 2025

### Prix
- 2014 : Prix Édouard-Rod pour Ils sont tous morts
- 2015: Bourse Écriture du Canton de Vaud
- 2016 : Prix des lecteurs de la Ville de Lausanne pour Avec les chiens[7]